# Tennistoernooi van Washington 2015

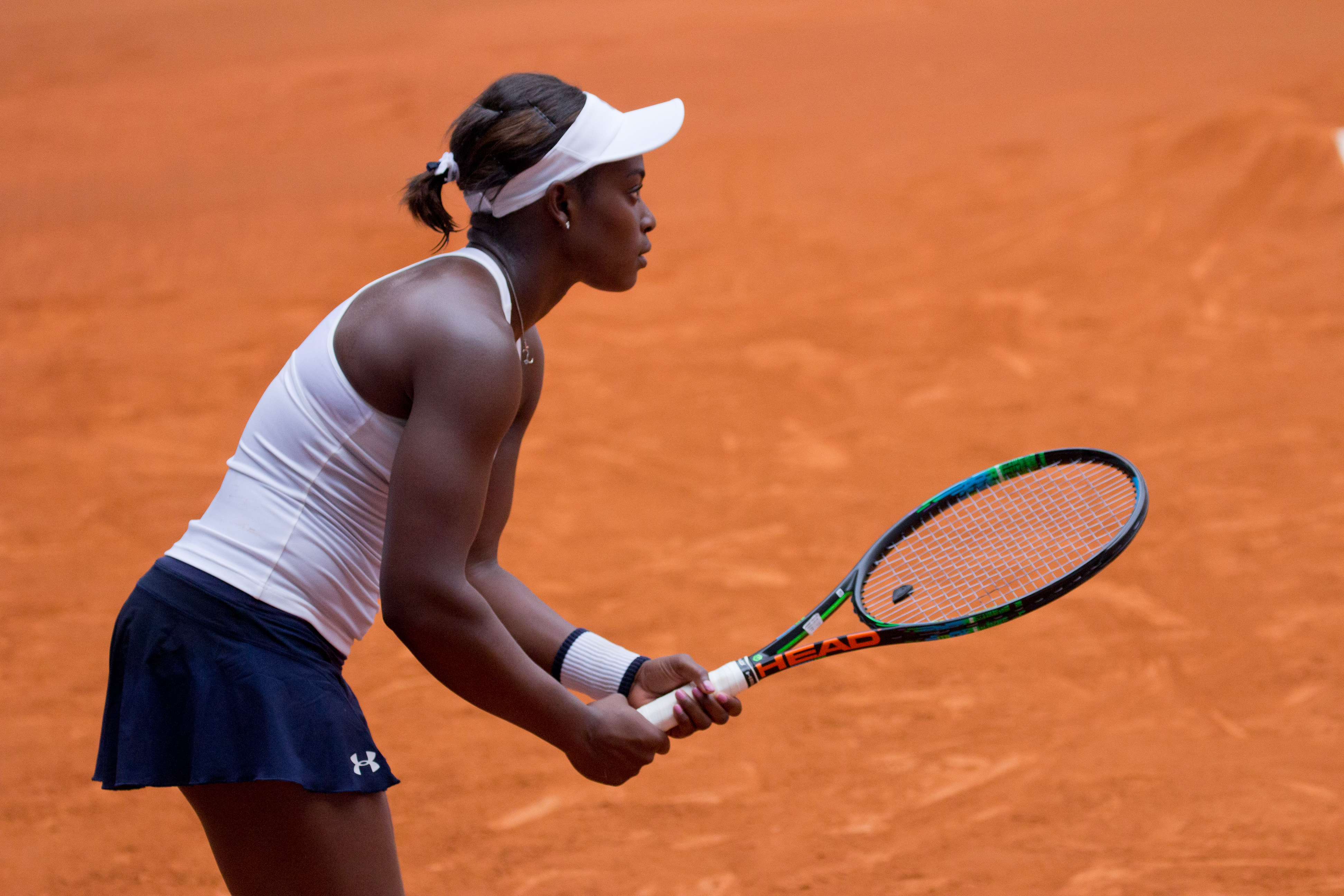
Sloane Stephens, winnares bij de vrouwen

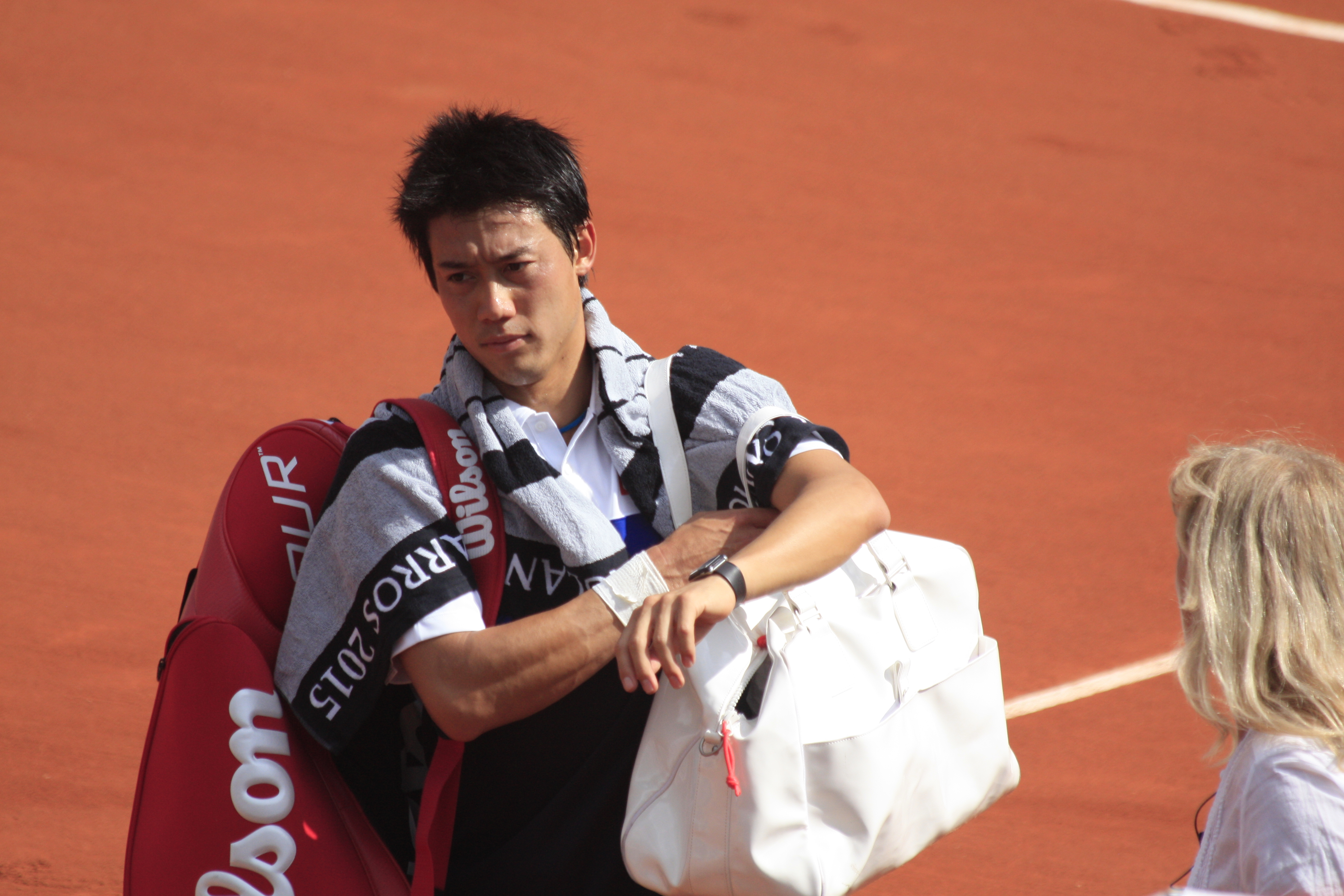
Kei Nishikori, winnaar bij de mannen

Het tennistoernooi van Washington van 2015 werd van 3 tot en met 9 augustus 2015 gespeeld op de hardcourtbanen van het William H.G. FitzGerald Tennis Center in Rock Creek Park in de Amerikaanse federale hoofdstad Washington D.C. De officiële naam van het toernooi was Citi Open.
Het toernooi bestond uit twee delen:
- WTA-toernooi van Washington 2015, het toernooi voor de vrouwen
- ATP-toernooi van Washington 2015, het toernooi voor de mannen

## Toernooikalender
|                   | augustus 2015 | augustus 2015 | augustus 2015 | augustus 2015 | augustus 2015 | augustus 2015 | augustus 2015 |
| maa 3             | din 4         | woe 5         | don 6         | vrĳ 7         | zat 8         | zon 9         |               |
| ----------------- | ------------- | ------------- | ------------- | ------------- | ------------- | ------------- | ------------- |
| vrouwenenkelspel  | 1e ronde      | 1e ronde      | 2e ronde      | 2e ronde      | kwartfinale   | halve finale  | finale        |
| vrouwendubbelspel | 1e ronde      | 1e ronde      | 1e ronde      | 2e ronde      | halve finale  | finale        |               |
| mannenenkelspel   | 1e ronde      | 1e ronde      | 2e ronde      | 3e ronde      | kwartfinale   | halve finale  | finale        |
| mannendubbelspel  |               | 1e ronde      | 1e ronde      | 2e ronde      | 2e ronde      | halve finale  | finale        |

ATP-toernooi van Washington‎ – WTA-toernooi van Washington‎

2012 · 2013 · 2014 · 2015 · 2016 · 2017 · 2018 · 2019 · 2020 · 2021 · 2022 · 2023 · 2024